# 台灣原住民運動員
台灣原住民族運動員，或稱台灣族運動選手，最早可以追溯至1921年日治時期成軍的能高團、1931年奪得夏季甲子園棒球賽準優勝的嘉義農林棒球隊；以及國民政府時期1960年贏得羅馬奧運十項全能的楊傳廣等為代表，屢屢在許多國內外賽事具有傑出表現。特別是在作為職業運動或國家體育重點培養項目，例如：棒球、田徑、籃球、舉重（如：郭婞淳、方莞靈）、跆拳道（如：曾櫟騁、蘇柏亞）、體操（如：游朝偉）、拳擊（如：洪嘉慶）、足球等項目，都能見到台灣原住民族群運動選手優異的表現。
台灣原住民族群面對長久以來其於政治經濟條件不對等的狀態下，運動似乎成為原住民族群尋求立足的方式之一，國立臺灣師範大學運動與休閒管理研究所林伯修教授研究團隊，在2012年的研究結果發現，吸引多數投入體育運動這條路的外部拉力包括教育部、原民會、地方政府、學校等組織之制度與政策等，內部推力則包含選手自己的興趣與能力、身處社區之歷史文化背景、家庭經濟上的弱勢處境，以及因為投入運動而無法兼顧學習所導致的生涯發展限制等。南島族群運動能力雖被窄化成為「自然天生」，但其實是由生理遺傳、心理動機、生長環境、家庭經濟狀況和社會制度等五個因素共同作用後的結果。